# Janusz Sławiński (chemik)
Janusz Stanisław Sławiński (ur. 7 marca 1932 w Samborze, zm. 23 grudnia 2016 w Żarnowcu) – polski profesor nauk chemicznych w zakresie chemiluminescencji, nauczyciel akademicki

## Życiorys
Janusz Sławiński studiował na Wydziale Matematyki, Fizyki i Chemii Uniwersytetu im. Adama Mickiewicza w Poznaniu, otrzymując w 1955 dyplom magistra chemii. Bezpośrednio po studiach został zatrudniony jako asystent naukowo-dydaktyczny w Katedrze Chemii Ogólnej w Wyższej Szkole Rolniczej (późniejszej Akademii Rolniczej) w Szczecinie. W 1964 otrzymał stopień naukowy doktora nauk przyrodniczych na Wydziale Matematyczno-Fizyczno-Chemicznym Uniwersytetu Łódzkiego. Stopień naukowy doktora habilitowanego nadał mu Instytut Biochemii i Biofizyki Polskiej Akademii Nauk (1970). Tytuł naukowy profesora nauk chemicznych otrzymał w 1983.
W 1957 poślubił Danutę, mgr fizyki – absolwentkę Uniwersytetu Mikołaja Kopernika w Toruniu, która była asystentem naukowo-dydaktycznym w Zakładzie Fizyki tej Uczelni. Oboje rozpoczęli wspólne badania naukowe nad chemiluminescencją, które zaowocowały szeregiem oryginalnych publikacji naukowych. Szczególnie cenna była pionierska praca opublikowana w 1967 w czasopiśmie „Nature”, dotycząca chemiluminescencji kwasów humusowych.
W latach 1967–1968 odbył staż naukowy u prof. Borysa N. Tarusova w Katedrze Biofizyki Uniwersytetu im. M. Łomonosowa w Moskwie, gdzie zajmował się biochemiluminescencją roślin, poznał tam aparaturę skonstruowaną do rejestracji słabych świeceń biologicznych i stosowane metody badawcze. Po powrocie z Moskwy został zatrudniony jako kierownik Zakładu Fizyki, w którym rozwinął warsztat i badania nad słabymi świeceniami biologicznymi. Stworzył tu szkołę luminescencji, sprawując opiekę naukową nad 4 doktoratami, które dotyczyły praktycznego zastosowania zjawiska luminescencji. Jednym z wypromowanych doktorów jest Antoni Murkowski. W latach 1971–1975 pełnił ponadto funkcję prodziekana ds. kierunku studiów mechanizacja rolnictwa na Wydziale Rolniczym tej uczelni.
W 1978 wyjechał do Poznania, gdzie przez 3 lata był kierownikiem Katedry Fizyki tamtejszej Akademii Rolniczej. Wspólnie z żoną odbył kilkuletnie staże naukowe w zakresie badań chemiluminescencji układów biologicznych w Uniwersytecie Johna Hopkinsa w Baltimore i Uniwersytecie Stanowym Georgii w Athens (USA), w Międzynarodowym Instytucie Biofizyki w Kaiserslautern i Neuss (Niemcy), w Uniwersytecie San Paulo w Brazylii, we włoskim Uniwersytecie w Katanii oraz w Centrum Badawczym Inaba Biofoton w Sendai (Japonia). W latach 1984–1991 był dyrektorem Instytutu Fizyki i Informatyki Akademii Pedagogicznej w Krakowie. W latach 1993–2002 kierował Zakładem Radio- i Fotochemii na Politechnice Poznańskiej.
Na emeryturę przeszedł w 2002, ale nadal pracował w Państwowej Wyższej Szkole Zawodowej w Gnieźnie, pełniąc funkcję dyrektora Instytutu Ekotechnologii oraz Instytutu Ochrony Środowiska.

## Publikacje
- The use of chemiluminescence of gallic acid and pyrogallol for analytical purposes. I. Determination of gallic acid and pyrogallol. „Chemia Anal.” 1965, 10, s. 77–84 (wsp. Danuta Sławińska)
- Chemiluminescence of humic acid. „Nature”, 1967, 213, s. 902–903 (wsp. Danuta Sławińska)
- A study of seeds vitality by means of quantummeter apparatus for ultraweak luminescence. II. Influence of temperature on biochemiluminescence intensity of germinating seeds. „Zesz. Nauk. AR w Szczecinie”, 1974, 42, s. 307–322 (wsp. Edward Grabikowski, Irena Milczarek)
- Chemiluminescence during photooxidation of melanins and soil humic acids arising from a singlet oxygen mechanism. „Photochem. Photobiol.” 1978, 28 (4-5), s. 459–463 (wsp. W. Puzyna, D. Sławińska)
- Zastosowanie chemiluminescencji w badaniach bioenergetycznych i biochemicznych. „Zag. Biofizyki Współ.” 1980, 5, s. 5–38
- Ultraweak photon emission generated by germination. [W:] „Ultraschwache Photoemission aus biologischen Systemen”, red. H. Breithaupt, H. Fischer, H. Klima, F.A. Popp, B. Ruth, J. Sławiński, S.S. Song, U. Warnke, Biomed. Verlag GmbH, Wachtberg, Biophoton Physics 1980, 4, s. 73–100 (wsp. E. Grabikowski, I. Majchrowicz)
- Spectral distribution of ultraweak luminescence from germinating plants. „J. Luminesc.” 1981, 24/25, s. 791–794 (wsp. E. Grabikowski, L. Cieśla)
- Temperature hysteresis of low-level luminescence from plants and its thermodynamical analysis. „J. Plant Physiol.” 1987, 130, s. 111–123 (wsp. F.A. Popp)
- Sensitized chemiluminescence of coumarins as a possible component of plants ultraweak luminescence. „J. Luminesc.”, 1988, 40-41, s. 262–263 (wsp. Danuta Sławińska)
- Metody badania słabych emisji fotonowych z układów biologicznych. [W:] „Biospektroskopia”, Tom 3 (red. J. Twardowski). PWN Warszawa 1989, s. 107–213
- The stress–induced electromagnetic emission from biosystems: chemiluminescence response of plants to mechanical and chemical damage. „Bioelectrochem. Bioenerg.” 1992, 343, s. 483–488 (wsp. D. Sławińska, K. Polewski)
- The stress–induced photon emission from perturbed organisms. „Experienta” 1992, 48, 11-12, s. 1041–1058 (wsp. A. Ezzahir i in.)
- The stress-induced electromagnetic emission from biosystems: chemiluminescence response of plants to mechanical and chemical damage. „J. Electroanal. Chem.” 1992, 343(3), s. 483–488 (wsp. D. Sławińska, K. Polewski)
- Changes in ATP level and iron-induced ultra-weak photon emission in bull spermatozoa, caused by membrane peroxidation during thermal stress. „Acta Biochim. Pol.” 1997, 1, s. 131–138 (wsp. M. Gumińska i in.)
- Chemiluminescence of Cereal Products II. Chemiluminescence Spectra. „Luminescence”, 1998, 13(1), s. 13–19 (wsp. Danuta Sławińska)
- Model radioisotope experiments on the influence of acid rain on 65Zn binding with humic acid. „Nukleonika” 2002,  47(4), s. 167−172 (wsp. E. Koczorowska, M. Mieloch)
- Ultraweak chemiluminescence from γ-irradiated humic acids. „Nukleonika” 2004, 49(4), s. 143–147[9] (wsp. W. Gorączko)
- Photon emission from perturbed and dying organisms: Biomedical perspectives. „Forschende Komplementarmedizin und Klassische Naturheilkunde” 2005, 12(2), s. 90–95
- EPR study of photoinduced and O2-dependent changes in gallic acid-derived model humic substances. „Curr. Top. Biophys.” 2005, 29(1/2), s. 95–99 (wsp. A. Pawlak i in.)
- Resistance of model humic acids to ultraviolet-c radiation. „Acta Agrophys.” 2007, 9(1), s. 191–202[10] (wsp. P. Pluciński, Z. Górski)
- Imaging of biophoton emission from electrostimulated skin acupuncture point jg4: Effect of light enhancers. „Indian J. Exp. Biol.” 2008, 46(5), s. 340–344 (wsp. Z. Górski)